# Anoectochilus
Anoectochilus är ett släkte av orkidéer. Anoectochilus ingår i familjen orkidéer.

## Bildgalleri

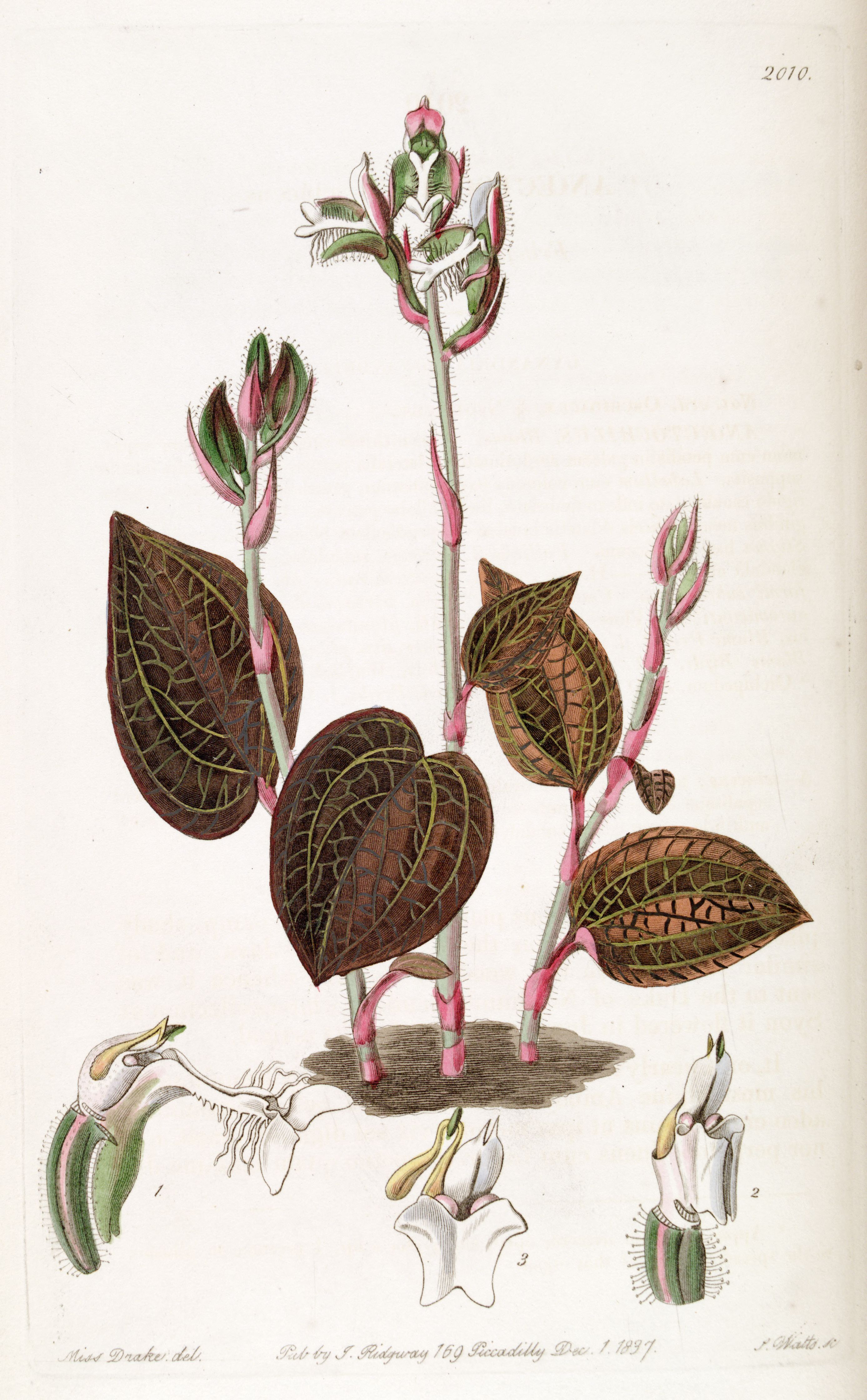
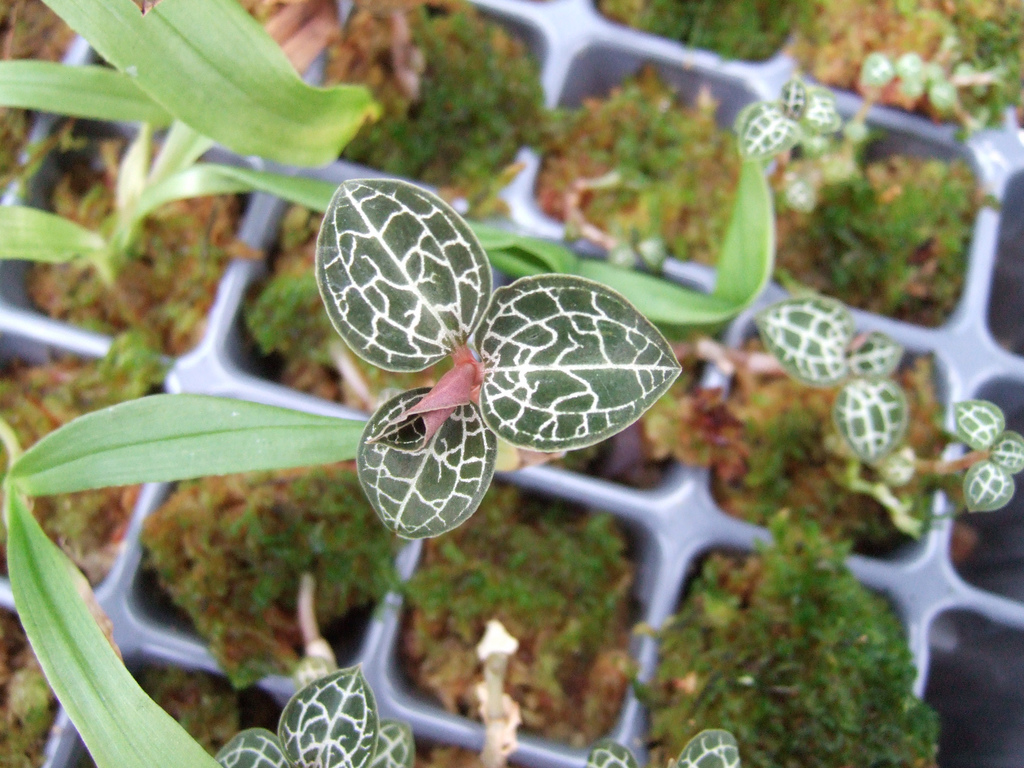
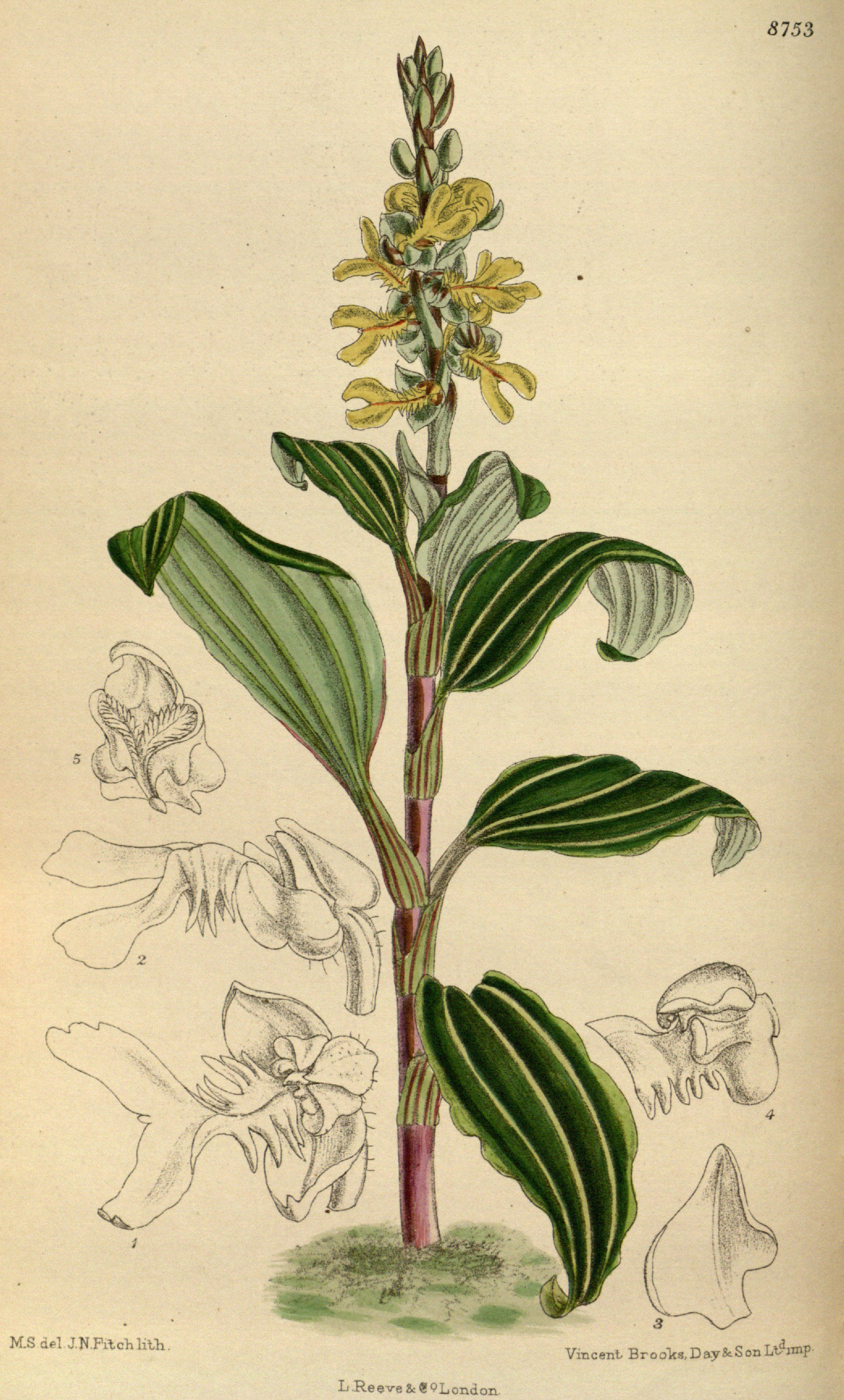
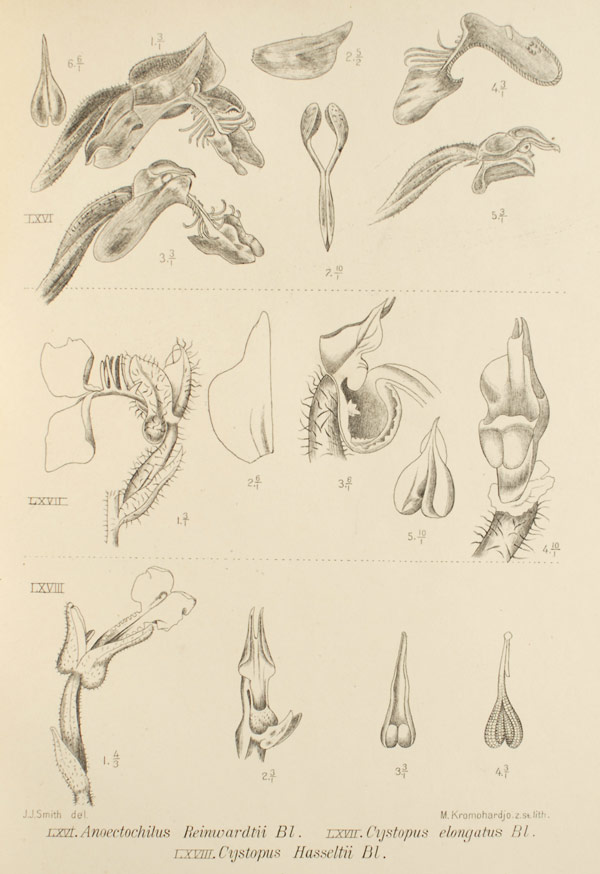

## Dottertaxa tillAnoectochilus, i alfabetisk ordning[1]
- Anoectochilus albolineatus
- Anoectochilus albomarginatus
- Anoectochilus annamensis
- Anoectochilus baotingensis
- Anoectochilus brevilabris
- Anoectochilus burmannicus
- Anoectochilus calcareus
- Anoectochilus chapaensis
- Anoectochilus dewildeorum
- Anoectochilus elatus
- Anoectochilus emeiensis
- Anoectochilus falconis
- Anoectochilus flavescens
- Anoectochilus formosanus
- Anoectochilus geniculatus
- Anoectochilus grandiflorus
- Anoectochilus hainanensis
- Anoectochilus imitans
- Anoectochilus insignis
- Anoectochilus integrilabris
- Anoectochilus kinabaluensis
- Anoectochilus klabatensis
- Anoectochilus koshunensis
- Anoectochilus longicalcaratus
- Anoectochilus lylei
- Anoectochilus malipoensis
- Anoectochilus monicae
- Anoectochilus narasimhanii
- Anoectochilus nicobaricus
- Anoectochilus papillosus
- Anoectochilus papuanus
- Anoectochilus pectinatus
- Anoectochilus pingbianensis
- Anoectochilus reinwardtii
- Anoectochilus rhombilabius
- Anoectochilus sandvicensis
- Anoectochilus setaceus
- Anoectochilus subregularis
- Anoectochilus sumatranus
- Anoectochilus tetrapterus
- Anoectochilus xingrenensis
- Anoectochilus yatesiae
- Anoectochilus zhejiangensis